# Rinsho Kadekaru
Rinsho Kadekaru (1920-1999) est un musicien japonais. En tant que « parrain » du shima uta, il est un artiste associé la musique d'Okinawa. Avec sa voix légèrement rauque et en jouant du sanshin, il a diverti et inspiré les Okinawais pendant soixante ans.

## Biographie
Né à Goeku sur l'île d'Okinawa le 4 juillet 1920, Kadekaru commence à jouer du sanshin à l'âge de sept ans. Durant sa vie, il enregistre près de 250 chansons pour des maisons de disques locales.
Il est le père de Rinji Kadekaru qui fait également partie de la scène musicale okinawaise.
Rinsho Kadekaru est mort en octobre 1999 à l'âge de 79 ans.